# Anojira
Anojira (gr. Ανώγυρα) – wieś w Republice Cypryjskiej, w dystrykcie Limassol. W 2011 roku liczyła 301 mieszkańców.